# Боголюбов, Александр Николаевич (генерал)
Александр Николаевич Боголюбов (29 мая 1900 года, Чебоксары — 28 февраля 1956 года, Москва) — участник Гражданской и Великой Отечественной войн, генерал-полковник (17.02.1945), Герой Советского Союза (29.05.1945).

## Биография
Александр Николаевич родился 16 (29) мая 1900 года в Чебоксарах, крещён в чебоксарской Крестовоздвиженской церкви в русской семье.
Его отец, Николай Матвеевич Боголюбов, был выходцем из чувашского села Богатырёво (ныне Цивильский муниципальный округ Чувашской Республики); служил механиком на речном пароходе, заболел туберкулёзом и умер, когда ему было 42 года. Мать, Надежда Ивановна, работала на местном спиртзаводе, подрабатывала стиркой белья и уборкой господских квартир. В 1916 году Александр окончил Чебоксарское высшее начальное училище и устроился на работу на Чебоксарский телеграф учеником. Окончив 4-месячные курсы почтово-телеграфного работника, начал работать сортировщиком писем.
Когда летом 1918 года чехословацкий корпус поднял восстание и захватил Казань, Боголюбов добровольно вступил в ряды Красной Армии (назначен телеграфистом в штаб второй армии Восточного фронта), в её составе принимал участие в Гражданской войне.
В период с 1920 по 1938 год окончил несколько военных учебных заведений: Высшую военную школу дислокации (1920), Высшую военную школу связи (1924), Военную академию имени М. В. Фрунзе (1931), Военную академию Генерального штаба (1938), в которой учился на ставшем позднее знаменитым «маршальском курсе» (на нём учились 4 будущих Маршалов Советского Союза, 6 генералов армии, 8 генерал-полковников, 1 адмирал).
С 1924 года занимал должности командира взвода, роты, батальона, а с 1931 года — начальник штаба, командир полка связи, затем начальник связи и оперативного отдела штаба стрелкового корпуса. В 1938 году стал преподавателем в Академии Генерального штаба РККА. Тогда же написал ряд военно-исторических работ.
С начала Великой Отечественной войны полковник Боголюбов занимал должность начальника оперативного отдела штаба Резервного фронта, а в октябре 1941 года он был назначен начальником штаба 43-й армии.
В августе 1942 года генерал-майор Боголюбов был переведён на должность заместителя начальника оперативного управления Генерального штаба, а в сентябре 1942 года его снова назначили начальником штаба 43-й армии.
В декабре 1942 года Александр Николаевич стал первым заместителем начальника оперативного управления Генерального штаба, после чего он был поочерёдно начальником штаба следующих фронтов: Северо-Западного (с марта по 11 ноября 1943 года), 1-го Украинского (с 11 ноября 1943 года по 24 апреля 1944 года) и 2-го Белорусского (с 5 мая 1944 года до июня 1945 года).
Указом Президиума Верховного Совета СССР от 29 мая 1945 года генерал-полковник Боголюбов Александр Николаевич удостоен звания Героя Советского Союза с вручением ордена Ленина и медали «Золотая Звезда» (№ 5544).
В июне 1945 года Александр Николаевич был назначен на должность начальника штаба Северной группы войск, а с октября 1945 года до августа 1950 года был начальником оперативно-тактического цикла, кафедры и заместителем начальника Военной академии им. М. В. Фрунзе, с марта 1951 года до августа 1953 года — помощником главнокомандующего войсками Дальнего Востока, с сентября 1953 года по октябрь 1955 года — заместителем начальника Главного управления боевой и физической подготовки Сухопутных войск. В октябре 1955 года генерал-полковник Боголюбов ушёл в запас.
Александр Николаевич Боголюбов умер 28 февраля 1956 года в Москве и был похоронен на Новодевичьем кладбище.

## Награды и звания
- Золотая Звезда Героя Советского Союза (№ 5544)
- Два ордена Ленина (1945, 1945[6]);
- Четыре ордена Красного Знамени (1942, 1944, 1944, 1949)[7];
- Два ордена Суворова I степени (1944[6], 1945[6]);
- Орден Кутузова I степени (09.04.1943[6]);
- Орден Богдана Хмельницкого I степени (1944[6]);
- Медаль «За оборону Москвы»
- Медаль «За победу над Германией в Великой Отечественной войне 1941—1945 гг.»
- Медаль «За взятие Кёнигсберга»
- Медаль «За освобождение Варшавы»
- Юбилейная медаль «XX лет Рабоче-Крестьянской Красной Армии»[6];
- Юбилейная медаль «30 лет Советской Армии и Флота»
- Медаль «В память 800-летия Москвы»

Иностранные награды:
- Орден Облаков и Знамени[источник не указан 464 дня] (Китай).
- Орден «Крест Грюнвальда» I степени (ПНР)
- Медаль «За Варшаву 1939—1945» (ПНР)
- Медаль «За Одру, Нису и Балтику» (ПНР)
- Медаль «Победы и Свободы» (ПНР)
- Орден Красного Знамени (МНР, 1943[8])

## Память
- В честь А.Н. Боголюбова, в Чебоксарах названа одна из улиц города[9].
- В честь Героя в Богатырёве, на родине его отца, названа одна из улиц села.
- В Чебоксарах на здании бывшего высшего начального училища (ул. К. Иванова, 1Б), где учился А.Н. Боголюбов в 1908–1916 годах, установлена мемориальная доска.
- Имя А.Н. Боголюбова носит одна из улиц белорусского города Гродно[10][11].